# Вест-Абінгтон Тауншип (округ Лекаванна, Пенсільванія)
Вест-Абінгтон Тауншип (англ. West Abington Township) — селище (англ. township) в США, в окрузі Лекаванна штату Пенсільванія. Населення — 300 осіб (2020).

## Демографія
Згідно з переписом 2010 року, у селищі мешкало 250 осіб у 112 домогосподарствах у складі 76 родин. Було 114 помешкання
Расовий склад населення:
| - 99,2 % — білих |

До двох чи більше рас належало 0,8 %. Частка іспаномовних становила 0,0 % від усіх жителів.
За віковим діапазоном населення розподілялося таким чином: 15,2 % — особи молодші 18 років, 71,6 % — особи у віці 18—64 років, 13,2 % — особи у віці 65 років та старші. Медіана віку мешканця становила 49,2 року. На 100 осіб жіночої статі у селищі припадало 100,0 чоловіків;  на 100 жінок у віці від 18 років та старших — 112,0 чоловіків також старших 18 років.
Середній дохід на одне домашнє господарство  становив 74 499 доларів США (медіана — 57 500), а середній дохід на одну сім'ю — 79 763 долари (медіана — 54 500). За межею бідності перебувало 8,1 % осіб, у тому числі 0,0 % дітей у віці до 18 років та 1,8 % осіб у віці 65 років та старших.
Цивільне працевлаштоване населення становило 109 осіб. Основні галузі зайнятості: освіта, охорона здоров'я та соціальна допомога — 17,4 %, роздрібна торгівля — 13,8 %, виробництво — 11,9 %.